# 恵那市立武並中学校
恵那市立武並中学校（えなしりつ　たけなみちゅうがっこう）は、かつて岐阜県恵那市に存在した公立中学校。

## 概要
- 校区は武並町藤、武並町竹折であり、旧・恵那郡武並村に該当する。
- 1979年、恵那西中学校〈旧〉、三郷中学校と統合し、恵那西中学校の新設により廃校。
- 開校時、校舎敷地は旧・武並国民学校を転用した。

## 沿革
- 1947年（昭和22年）
  - 4月 - 武並村立武並中学校として開校。旧・武並国民学校の校舎の一部を仮校舎とするが、藤小学校（武並国民学校第一分教場を転用）と竹折小学校（武並国民学校第二分教場を転用）の教室不足のため、小学校の生徒の多くが旧・武並国民学校で授業を行うこととなる。そのため物置、玄関などを改修して中学校教室とする。
  - 7月17日 - 武並村議会で、旧・武並国民学校の校舎を武並中学校の校舎とすることが決まる。そのため、藤小学校は校舎の増築。竹折小学校は新たな場所に校舎を新築し移転することになる。
- 1948年（昭和23年）4月 - 旧・武並国民学校の第一校舎（1916年完成）、第二校舎（1920年完成）を、武並中学校校舎とする。
- 1953年（昭和28年）11月 - 校舎を増築する。
  - 4月1日 - 恵那郡大井町、長島町、東野村、三郷村、武並村、笠置村、中野方村、飯地村が合併し、恵那市が発足。同時に恵那市立三郷中学校に改称する。
- 1979年（昭和54年）3月 - 廃校。